# قائمة الأنهار
هذه قائمة شاملة بالأنهار، منظمة في الترتيب الأول حسب القارة والبلد.

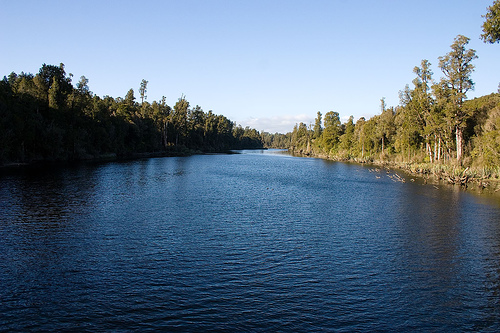
نهر أرنولد، موانا، نيوزيلندا

## قوائم عامة
- قائمة أحواض الصرف حسب المنطقة (بما في ذلك الأنهار والبحيرات والأحواض الداخلية)
- قائمة بأكبر الأنهار غير المجزأة[3]
- قائمة أطول الأنهار غير المسدوة
- قائمة بأصلاح أسماء النهر[4]
- قائمة الأنهار حسب العمر
- قائمة الأنهار عن طريق التصريف
- قائمة الأنهار حسب الطول
- قائمة أنهار أمريكا الوسطى ومنطقة البحر الكاريبي
- قائمة أنهار الأمريكتين
- قائمة أنهار الأمريكتين حسب الساحل
- قائمة الأفلام والمسلسلات التلفزيونية النهرية

## أنهار أفريقيا

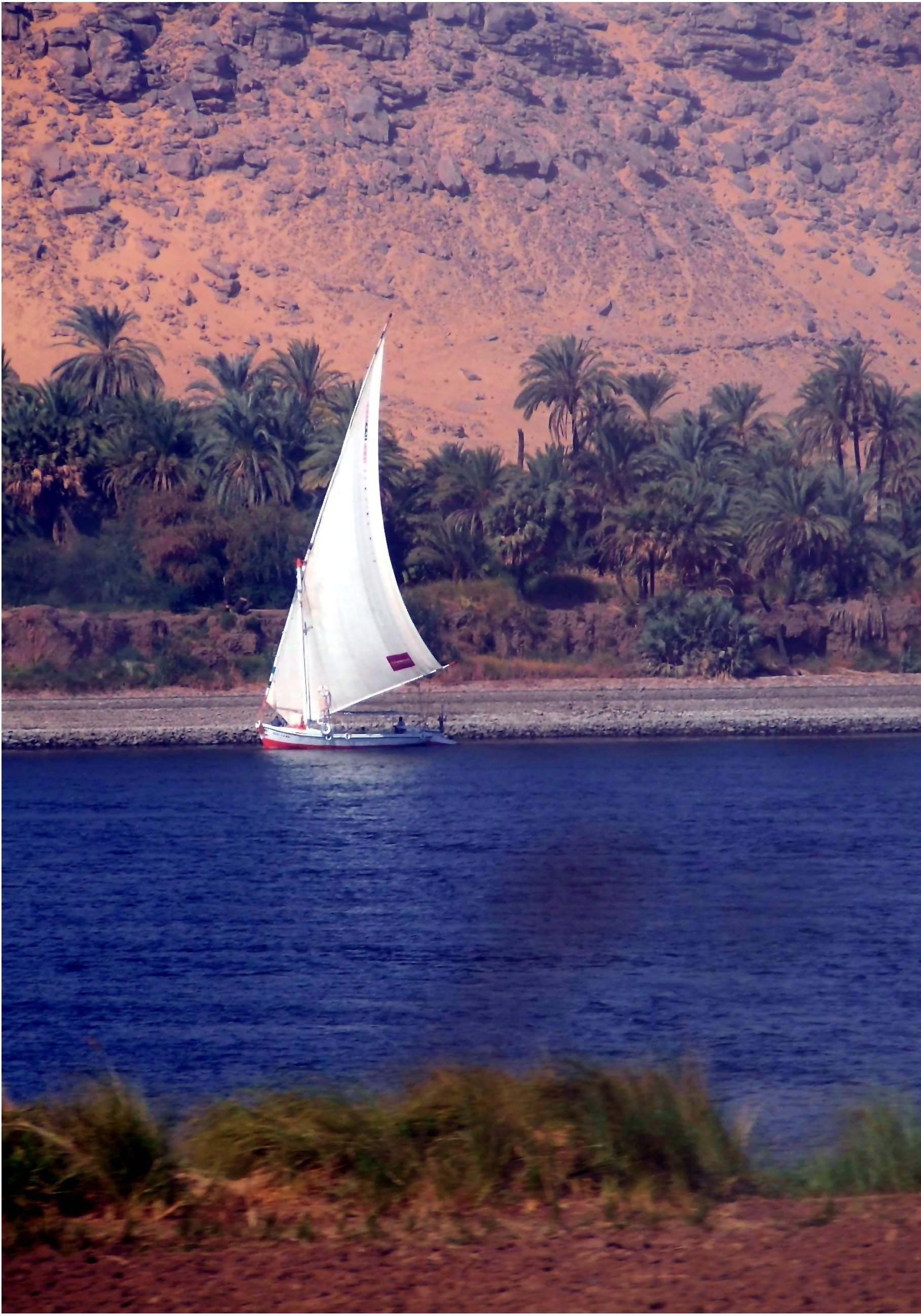
أالداو يمر بمرورالنيل بالقرب أسوان،مصر

المقال الرئيسي:قائمة أنهار أفريقيا

### أنهار شرق أفريقيا
- قائمة أنهار إريتريا
- قائمة أنهار إثيوبيا
- قائمة أنهار كينيا
- قائمة أنهار مدغشقر
- قائمة أنهار موريشيوس
- قائمة أنهار ريونيون
- قائمة أنهار الصومال
- قائمة أنهار جنوب السودان
- قائمة أنهار أوغندا
- قائمة أنهار زامبيا
- قائمة أنهار زيمبابوي

### أنهار وسط أفريقيا
- قائمة أنهار تشاد

### أنهار شمال أفريقيا
- قائمة أنهار مصر
- قائمة أنهار المغرب
- قائمة أنهار السودان
- قائمة أودية ليبيا

### أنهار جنوب أفريقيا
- قائمة أنهار ليسوتو
- قائمة أنهار جنوب أفريقيا

### أنهار غرب أفريقيا
- قائمة أنهار غانا
- قائمة أنهار سيراليون
- قائمة أنهار توغو

## أنهار أنتاركتيكا
- قائمة أنهار أنتاركتيكا

## أنهار آسيا

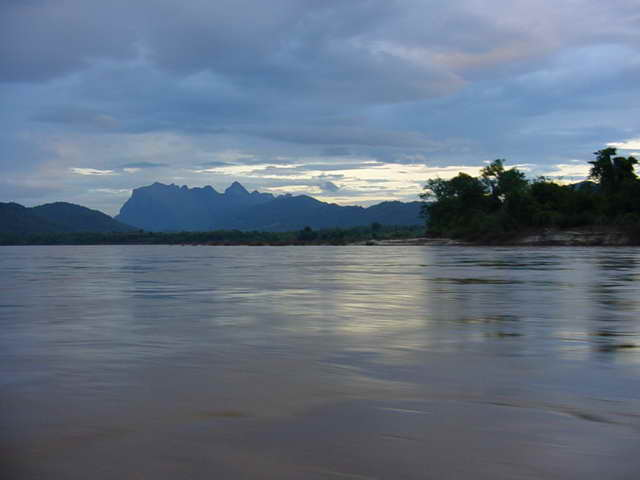
الميكونغ قبل غروب الشمس،تايلاند

المقال الرئيسي:قائمة أنهار آسيا

### أنهار آسيا الوسطى
- قائمة أنهار كازاخستان
- قائمة أنهار قيرغيزستان
- قائمة أنهار طاجيكستان
- قائمة أنهار تركمانستان
- قائمة أنهار أوزبكستان
- قائمة أنهار الهند

### أنهار شرق آسيا
- قائمة أنهار الصين
- قائمة أنهار هونغ كونغ
- قائمة أنهار اليابان
- قائمة أنهار كوريا
- قائمة أنهار كوريا الشمالية
- قائمة أنهار كوريا الجنوبية
- قائمة أنهار منغوليا
- قائمة أنهار تايوان

### أنهار شمال آسيا
- قائمة أنهار روسيا

### أنهار جنوب شرق آسيا
- قائمة أنهار بروناي
- قائمة أنهار كمبوديا
- قائمة أنهار تيمور الشرقية
- قائمة أنهار إندونيسيا
- قائمة أنهار لاوس
- قائمة أنهار ماليزيا
- قائمة أنهار ميانمار
- قائمة أنهار الفلبين
- قائمة أنهار سنغافورة
- قائمة أنهار تايلاند
- قائمة أنهار فيتنام

### أنهار جنوب آسيا
- قائمة أنهار أفغانستان
- قائمة أنهار بنغلاديش
- قائمة أنهار بوتان
- قائمة أنهار الهند
- قائمة الأنهار في ولاية كيرالا
- قائمة الأنهار في تاميل نادو
- قائمة أنهار آسام
- قائمة أنهار مقاطعتي داكشينا كانادا وأودوبي
- قائمة أنهار راجستان
- قائمة أنهار ولاية البنغال الغربية
- قائمة أنهار إيران
- قائمة أنهار نيبال
- قائمة أنهار باكستان
- قائمة أنهار سريلانكا

### أنهار غرب آسيا
- قائمة أنهار أرمينيا
- قائمة أنهار أذربيجان
- قائمة أنهار قبرص
- قائمة أنهار جورجيا
- قائمة أنهار العراق
- قائمة أنهار إسرائيل
- قائمة أنهار الأردن
- قائمة أنهار لبنان
- قائمة أنهار فلسطين
- قائمة أنهار سوريا
- قائمة أنهار تركيا
- قائمة أودية الكويت
- قائمة أودية عمان
- قائمة الوديان في قطر
- قائمة أودية المملكة العربية السعودية
- قائمة أودية الإمارات العربية المتحدة
- قائمة الوديان في اليمن

## أنهار أوروبا

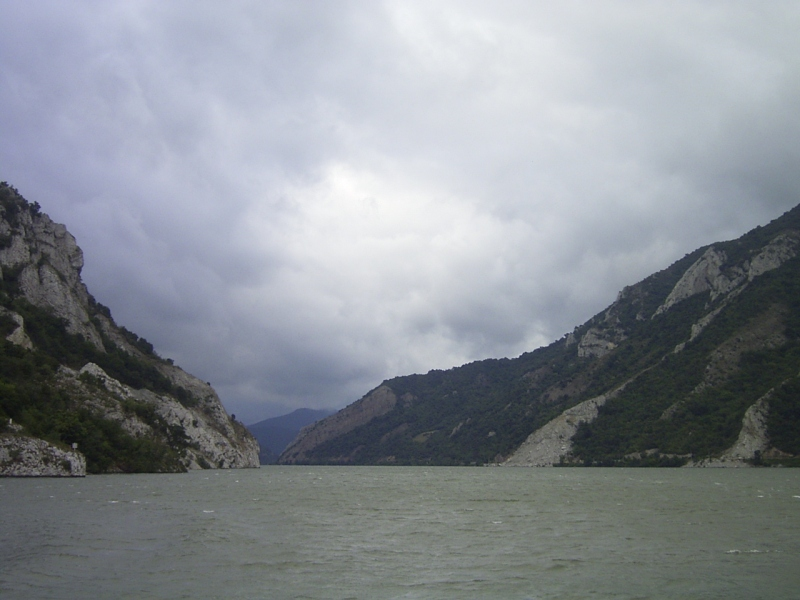
البوابات حديدية على نهر الدانوب

### قوائم عامة
- قائمة الأنهار الأوروبية بأسماء بديلة
- قائمة الأنهار التي تصب في بحر الشمال
- قائمة أنهار بحر البلطيق

### أنهار أوروبا الشرقية
- قائمة أنهار بيلاروسيا
- قائمة أنهار بلغاريا
- قائمة أنهار جمهورية التشيك
- قائمة أنهار المجر
- قائمة أنهار لاتفيا
- قائمة أنهار مولدوفا
- قائمة أنهار بولندا
- قائمة أنهار رومانيا
- قائمة أطول أنهار رومانيا
- قائمة أنهار روسيا
- قائمة أنهار سلوفاكيا
- قائمة أنهار أوكرانيا

### أنهار شمال أوروبا
- قائمة أنهار الدنمارك
- قائمة أنهار إستونيا
- قائمة أنهار فنلندا
- قائمة أنهار أيسلندا
- قائمة أنهار أيرلندا
- قائمة أنهار جزيرة مان
- قائمة أنهار ليتوانيا
- قائمة أنهار النرويج
- قائمة أنهار السويد
- قائمة أنهار المملكة المتحدة
- قائمة أنهار إنجلترا
- قائمة أنهار أيرلندا الشمالية
- قائمة أنهار اسكتلندا
- قائمة أنهار ويلز

### أنهار جنوب أوروبا
- قائمة أنهار ألبانيا
- قائمة أنهار البوسنة والهرسك
- قائمة أنهار كرواتيا
- قائمة أنهار اليونان
- قائمة أنهار إيطاليا
- قائمة أنهار الجبل الأسود
- قائمة أنهار مقدونيا الشمالية
- قائمة أنهار البرتغال
- قائمة أنهار صربيا
- قائمة أنهار سلوفينيا
- قائمة أنهار إسبانيا
- قائمة أنهار كاتالونيا
- قائمة أنهار غاليسيا
- قائمة تيارات مالطا

### أنهار أوروبا الغربية
- قائمة أنهار النمسا
- قائمة أنهار بلجيكا
- قائمة أنهار فرنسا
- قائمة أنهار ألمانيا
- قائمة أنهار ليختنشتاين
- قائمة أنهار لوكسمبورغ
- قائمة أنهار هولندا
- قائمة أنهار سويسرا

## أنهار أمريكا الشمالية

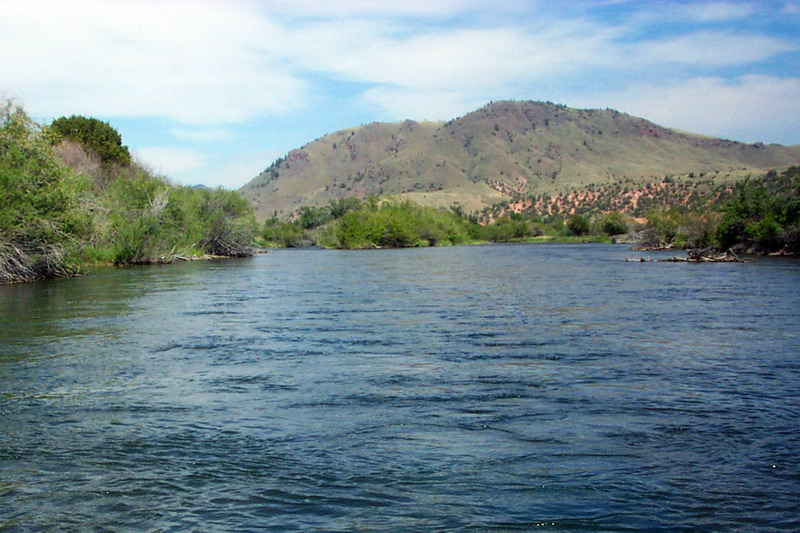
نهر بيفرهيد، أرافد من نهر جيفرسون ومنبع نهر ميزوري،أيوا

### أنهار الكاريبي
- المقال الرئيسي:قائمة أنهار منطقة البحر الكاريبي
- قائمة جداول جزر البهاما
- قائمة أنهار أنتيغوا وبربودا
- قائمة أنهار بربادوس
- قائمة أنهار كوبا
- قائمة أنهار دومينيكا
- قائمة أنهار جمهورية الدومينيكان
- قائمة أنهار الإكوادور
- قائمة أنهار غرينادا
- قائمة أنهار غوادلوب
- قائمة أنهار هايتي
- قائمة أنهار جامايكا
- قائمة أنهار مارتينيك
- قائمة أنهار مونتسيرات
- قائمة أنهار بورتوريكو
- قائمة أنهار سانت كيتس ونيفيس
- قائمة أنهار سانت لوسيا
- قائمة أنهار سانت مارتن (فرنسا)
- قائمة أنهار سان بيير وميكلون
- قائمة أنهار سانت فنسنت وجزر غرينادين
- قائمة أنهار ترينيداد وتوباغو
- قائمة أنهار جزر فيرجن التابعة للولايات المتحدة
- قائمة تيارات منطقة البحر الكاريبي الهولندية
- قائمة تيارات أروبا

### أنهار أمريكا الوسطى
- المقال الرئيسي:قائمة أنهار أمريكا الوسطى
- قائمة أنهار بليز
- قائمة أنهار كوستاريكا
- قائمة أنهار السلفادور
- قائمة أنهار غواتيمالا
- قائمة أنهار هندوراس
- قائمة أنهار المكسيك
- قائمة أنهار نيكاراغوا
- قائمة أنهار بنما

### أنهار كندا
المقال الرئيسي:قائمة أنهار كندا
انظر أيضا:قائمة أنهار خليج هدسون
- قائمة أنهار ألبرتا
- قائمة أنهار كولومبيا البريطانية
- قائمة أنهار مانيتوبا
- قائمة أنهار نيو برونزويك
- قائمة أنهار نيوفاوندلاند ولابرادور
- قائمة أنهار الأقاليم الشمالية الغربية
- قائمة أنهار نوفا سكوتيا
- قائمة أنهار نونافوت
- قائمة أنهار أونتاريو
- قائمة أنهار جزيرة الأمير إدوارد
- قائمة أنهار كيبيك
- قائمة أنهار ساسكاتشوان
- قائمة أنهار يوكون

### أنهار جرينلاند
- قائمة أنهار غرينلاند

### أنهار الولايات المتحدة
- المقال الرئيسي:قائمة الأنهار في الولايات المتحدة

انظر أيضا:قوائم أنهار المناطق الجزرية الأمريكية

### قائمة أطول الأنهار في الولايات المتحدة حسب الولاية
- قائمة أنهار الحوض العظيم
- قائمة أنهار جبال روكي
- قائمة الأنهار الأمريكية حسب التصريف
- قائمة المجاري المائية في منطقة خليج سان فرانسيسكو

### أنهار الولايات المتحدة حسب الولاية
- قائمة أنهار ألاباما
- قائمة أنهار ألاسكا
- قائمة أنهار أريزونا
- قائمة أنهار أركنساس
- قائمة أنهار كاليفورنيا
- قائمة أنهار كولورادو
- قائمة أنهار كونيتيكت
- قائمة أنهار ديلاوير
- قائمة أنهار فلوريدا
- قائمة أنهار جورجيا
- قائمة أنهار هاواي
- قائمة أنهار أيداهو
- قائمة أنهار إلينوي
- قائمة أنهار إنديانا
- قائمة أنهار أيوا
- قائمة أنهار كانساس
- قائمة أنهار كنتاكي
- قائمة أنهار لويزيانا
- قائمة أنهار مين
- قائمة أنهار ماريلاند
- قائمة أنهار ماساتشوستس
- قائمة أنهار ميشيغان
- قائمة أنهار مينيسوتا
- قائمة أنهار المسيسيبي
- قائمة أنهار ميسوري
- قائمة أنهار مونتانا
- قائمة أنهار نبراسكا
- قائمة أنهار نيفادا
- قائمة أنهار نيو هامبشاير
- قائمة أنهار نيوجيرسي
- قائمة أنهار نيو مكسيكو
- قائمة أنهار نيويورك
- قائمة أنهار كارولينا الشمالية
- قائمة أنهار داكوتا الشمالية
- قائمة أنهار أوهايو
- قائمة أنهار أوكلاهوما
- قائمة أنهار ولاية أوريغون
- قائمة أنهار بنسلفانيا
- قائمة أنهار رود آيلاند
- قائمة أنهار كارولينا الجنوبية
- قائمة أنهار داكوتا الجنوبية
- قائمة أنهار تينيسي
- قائمة أنهار تكساس
- قائمة أنهار يوتا
- قائمة أنهار فيرمونت
- قائمة أنهار فرجينيا
- قائمة أنهار واشنطن
- قائمة أنهار واشنطن العاصمة
- قائمة أنهار ولاية فرجينيا الغربية
- قائمة أنهار ويسكونسن
- قائمة أنهار وايومنغ

### أنهار أوقيانوسيا
- المقال الرئيسي:قائمة أنهار أوقيانوسيا
- قائمة أنهار أستراليا
- قائمة أنهار نيو ساوث ويلز (A-K)
- قائمة أنهار نيو ساوث ويلز (L-Z)
- قائمة أنهار تسمانيا
- قائمة أنهار غوام
- قائمة أنهار هاواي
- قائمة أنهار ولايات ميكرونيزيا الموحدة
- قائمة أنهار نيوزيلندا
- قائمة أنهار منطقة مارلبورو
- قائمة أنهار نيوزيلندا حسب الطول
- قائمة أنهار بابوا غينيا الجديدة[5]